# Maurice Tabet
Maurice Jacques Tabet (ar. موريس يعقوب تابت; ur. 1 lutego 1919 w Aleksandrii, zm. 27 stycznia 2014) – libański strzelec, mistrz Europy i olimpijczyk.
Tabet urodził się w Egipcie, jednak nauki pobierał we Francji i Libanie, uzyskując wykształcenie prawnicze. Licencję na wykonywanie zawodu zdobył w 1941 roku. Przez kolejne cztery lata był dziennikarzem, po czym dołączył do libańskiego korpusu dyplomatycznego, przebywając dwa lata w Stanach Zjednoczonych. Następnie przez kilka lat pracował kolejno w Kanadzie i Szwajcarii. Ze służby dyplomatycznej odszedł w 1961 roku, po czym zajął się pracą w branży nieruchomościami.
Uprawiał wiele sportów. Był wśród założycieli pierwszego klubu narciarskiego w Libanie (1934). W 1939 roku był mistrzem Libanu w narciarstwie alpejskim (w zjeździe i slalomie). Startował także w tenisie stołowym i tenisie ziemnym, jednak najlepsze osiągnięcia notował w strzelectwie. Dwukrotnie uczestniczył w tej dyscyplinie na igrzyskach olimpijskich (IO 1960, IO 1972). W Rzymie wystąpił w trapie, w którym uzyskał 24. wynik ex aequo z Leo Franciosim z San Marino. Dwanaście lat później w Monachium zajął 54. miejsce w skeecie.
Tabet to najbardziej utytułowany libański strzelec w historii. Jest bowiem czterokrotnym mistrzem Europy w trapie, w tym dwukrotnie indywidualnym i drużynowym (1956-1957). Niewykluczone, iż zdobył więcej medali z drużyną libańską, bowiem na mistrzostwach Europy stawała ona na podium jeszcze w 1959 i 1965 roku, brak jednak informacji dotyczących pełnych składów drużyn. Liban zdobył też wicemistrzostwo świata w trapie w 1959 roku, jednak brak informacji co do składu drużyny. Wiadomo, że Tabet w tym samym roku uczestniczył w igrzyskach śródziemnomorskich rozgrywanych w Bejrucie. Prawdopodobnie zdobył na nich srebrny medal w trapie drużynowym (źródła nie podają pełnego składu drużyny libańskiej). W latach 1956–1974 był trzynastokrotnym mistrzem Libanu w trapie.
W latach 1965–1970 przewodniczył Libańskiej Federacji Strzeleckiej, zaś w latach 1969-1971 stał na czele Libańskiej Federacji Tenisowej.

## Wyniki olimpijskie
| Igrzyska | Konkurencja | Wynik       | Miejsce | Źródło |
| -------- | ----------- | ----------- | ------- | ------ |
| IO 1960  | Trap        | 176 punktów | 24T     | [ 6 ]  |
| IO 1972  | Skeet       | 171 punktów | 54      | [ 7 ]  |